# Gudrœd Bjornsson
Gudrœd Bjornsson (Guðröðr Bjarnarson en vieux norrois, Gudrød Bjørnsson en norvégien), mort en 968, est un roi norvégien qui règne sur le royaume de Vestfold. 

## Biographie
Gudrœd est le fils de Bjørn Farmann, roi du Vestfold, et le petit-fils de Harald à la Belle Chevelure. 
Après le meurtre de son père par Éric à la Hache sanglante, le royaume de Vestfold est confié à son oncle Olaf Haraldsson Geirstadalf (i.e : Olaf l’Elfe-de-Geirstad), le frère de Bjørn, qui l'élève avec son propre fils Trygvvi qui avait à peu près le même âge. Après la mort de ce dernier il devient roi du Vestfold grâce à Håkon le Bon.
Gudrœd Bjornsson est tué lui aussi par le roi Harald à la Pelisse grise, le fils d'Éric à la hache sanglante, dans ses efforts pour réunifier la Norvège sous son autorité.
Selon la Heimskringla, Gudrœd Bjornsson est le père de Harald Grenske et le grand-père du roi de Norvège Olaf le Saint.